# Championnats du monde de luge 2024
Navigation
Édition précédente Édition suivante
Les Championnats du monde de luge 2024 se déroulent du 26 janvier 2024 au 28 janvier 2024 à Altenberg en Allemagne. L'attribution a été décidé en novembre 2020 lors du 68e congrès de la Fédération internationale de luge de course (FIL).
Il y a neuf titres à attribuer : individuel hommes (sprint + classique), individuel femmes (sprint + classique), double hommes (sprint + classique), double femmes (sprint + classique) et enfin un pour le relais mixte par équipes. 
Le calendrier des épreuves est le suivant :
- 26 janvier 2024 : Sprints
- 27 janvier 2024 : Hommes, Doubles Hommes & Femmes
- 28 janvier 2024 : Femmes & Relais Mixte

## Podiums
| Épreuves          | Or                                                                                        | Or             | Argent                                                                                 | Argent         | Bronze                                                                                     | Bronze         |
| Hommes            | Hommes                                                                                    | Hommes         | Hommes                                                                                 | Hommes         | Hommes                                                                                     | Hommes         |
| ----------------- | ----------------------------------------------------------------------------------------- | -------------- | -------------------------------------------------------------------------------------- | -------------- | ------------------------------------------------------------------------------------------ | -------------- |
| Individuel        | Max Langenhan                                                                             | 1 min 47 s 813 | Nico Gleirscher                                                                        | 1 min 48 s 574 | Felix Loch                                                                                 | 1 min 48 s 630 |
| Individuel Sprint | David Gleirscher                                                                          | 33 s 001       | Max Langenhan                                                                          | 33 s 071       | Kristers Aparjods                                                                          | 33 s 124       |
| Double            | Autriche - Juri Gatt - Riccardo Schöpf                                                    | 1 min 22 s 924 | Autriche - Thomas Steu - Wolfgang Kindl                                                | 1 min 22 s 970 | Allemagne - Tobias Wendl - Tobias Arlt                                                     | 1 min 23 s 279 |
| Double Sprint     | Lettonie - Mārtiņš Bots - Roberts Plūme                                                   | 27 s 863       | Autriche - Thomas Steu - Wolfgang Kindl                                                | 27 s 895       | Autriche - Juri Gatt - Riccardo Schöpf                                                     | 27 s 973       |
| Femmes            |                                                                                           |                |                                                                                        |                |                                                                                            |                |
| Individuel        | Lisa Schulte                                                                              | 1 min 43 s 901 | Julia Taubitz                                                                          | 1 min 44 s 005 | Madeleine Egle                                                                             | 1 min 44 s 076 |
| Individuel Sprint | Julia Taubitz                                                                             | 37 s 702       | Natalie Maag                                                                           | 37 s 774       | Elīna Ieva Vītola                                                                          | 37 s 813       |
| Double            | Autriche - Selina Egle - Lara Kipp                                                        | 1 min 24 s 761 | Lettonie - Anda Upīte - Zane Kaluma                                                    | 1 min 24 s 811 | États-Unis - Chevonne Forgan - Sophia Kirkby                                               | 1 min 24 s 897 |
| Double Sprint     | Italie - Andrea Vötter - Marion Oberhofer                                                 | 28 s 421       | Lettonie - Anda Upīte - Zane Kaluma                                                    | 28 s 438       | Lettonie - Marta Robežniece - Kitija Bogdanova                                             | 28 s 467       |
| Mixte             |                                                                                           |                |                                                                                        |                |                                                                                            |                |
| Relais par équipe | Allemagne - ♀ Julia Taubitz - ♂♂ Arlt / Wendl - ♂ Max Langenhan - ♀♀ Eitberger / Schirmer | 3 min 10 s 869 | États-Unis - ♀ Summer Britcher - ♂♂ Ike / Kellogg - ♂ Tucker West - ♀♀ Forgan / Kirkby | 3 min 11 s 227 | Lettonie - ♀ Elīna Ieva Vītola - ♂♂ Bots / Plūme - ♂ Kristers Aparjods - ♀♀ Upīte / Kaluma | 3 min 11 s 275 |

## Tableau des médailles
| Rang  | Nation     | Or | Argent | Bronze | Total |
| ----- | ---------- | -- | ------ | ------ | ----- |
| 1     | Autriche   | 4  | 3      | 2      | 9     |
| 2     | Allemagne  | 3  | 2      | 2      | 7     |
| 3     | Lettonie   | 1  | 2      | 4      | 7     |
| 4     | Italie     | 1  | 0      | 0      | 1     |
| 5     | États-Unis | 0  | 1      | 1      | 2     |
| 6     | Suisse     | 0  | 1      | 0      | 1     |
| Total | Total      | 9  | 9      | 9      | 27    |